# Championnat américain de course automobile 1941
Navigation
1940 1946
Le Championnat américain de course automobile 1941 est la 24e édition du championnat de monoplace nord-américain et s'est déroulé du 30 mai au 1er septembre sur 3 épreuves. Ce championnat est organisé par l'Association américaine des automobilistes (AAA).

## Calendrier
| no | Date          | Course                   | Circuit                            | Lieu                  | Type  | Pole Position | Vainqueur                   |
| -- | ------------- | ------------------------ | ---------------------------------- | --------------------- | ----- | ------------- | --------------------------- |
| 1  | 30 mai        | 500 miles d'Indianapolis | Indianapolis Motor Speedway        | Speedway, Indiana     | Paved | Mauri Rose    | Floyd Davis (en) Mauri Rose |
| 2  | 24 août       | Milwaukee 100            | Wisconsin State Fair Park Speedway | West Allis, Wisconsin | Dirt  | Rex Mays      | Rex Mays                    |
| 3  | 1er septembre | Syracuse 100             | New York State Fairgrounds         | Syracuse, New York    | Dirt  | Rex Mays      | Rex Mays                    |

## Classement
| Pos.     | Pilote           | Voiture               | Points |
| -------- | ---------------- | --------------------- | ------ |
| Champion | Rex Mays         | Stevens-Winfield      | 1 225  |
| 2e       | Ted Horn         | Adams-Sparks          | 675    |
| 3e       | Ralph Hepburn    | Miller-Novi           | 550    |
| 4e       | Floyd Davis (en) | Wetteroth-Offenhauser | 450    |
| 5e       | Cliff Bergere    | Wetteroth-Offenhauser | 450    |

## Courses organisées par l'AAA ne comptant pas pour le championnat
| Date    | Course        | Circuit            | Lieu                    | Type | Pole Position | Vainqueur  |
| ------- | ------------- | ------------------ | ----------------------- | ---- | ------------- | ---------- |
| 22 juin | Langhorne 100 | Langhorne Speedway | Langhorne, Pennsylvanie | Dirt | -             | Duke Nalon |